# جون أم .بالمر
جون مكالي بالمر ( بالإنجليزية John McAuley Palmer ) وهو سياسي أمريكي كان حاكما على ولاية ألينوي ولد جون أم .بالمر في 13 أيلول - سبتمبر من سنة 1817 في ولاية كنتاكي . شغل بالمر منصب حاكم على ولاية ألينوي من عام 1869 إلى عام 1873 توفي جون أم .بالمر في 25 أيلول - سبتمبر من سنة 1900 في ولاية ألينوي .